# Posttranslationel modifikation
Posttranslationel modifikation (PTM) er den kemiske modifikation af et protein efter dets translation. Det er et af de senere trin i proteinsyntese.
Et protein (også kaldet et polypeptid) er en kæde af aminosyrer. Under proteinsyntese kan mere end 20 forskellige aminosyrer inkorporeres i de enkelte proteiner. Efter translationen udvider den posttranslationelle modifikation proteinets funktion ved at tilføje andre biokemisk funktionelle grupper (såsom acetat, fosfat, forskellige lipider og carbohydrater), ved at ændre den kemiske natur for en aminosyre (fx citrullinering) eller ved at lave strukturelle ændringer (såsom dannelsen af disulfidbroer).
Enzymer kan også fjerne aminosyrerester fra amino-gruppe terminalen af proteinet eller klippe peptidkæden over. For eksempel bliver hormonet insulin klippet to gange efter disulfidbroer er blevet dannet og et propeptid bliver kløvet af polypeptidet; det færdige protein består herefter af to polypeptidkæder bundet sammen af disulfidbroer.
Lectiners specificitet kan være bestemt af spaltning af peptidbindinger. Andre modifikationer såsom fosforylering er ofte forkomne, og kan kontrollere et proteins opførsel, som for eksempel aktivering eller inaktivering af et enzym. Dette ses ofte i forbindelse med signaltransduktion.

## Oversigt over modifikationer
Acylering, acetylering, metylering, amidering, biotinylering, dannelsen af disulfidbroer, formylering, fosforylering, gamma-carboxylering, glutamylering, glycosylering, glycinylering, hydroxylering, iodinering, isoprenylering, myristinoylering, farnesylering, geranylgeranylering, oxidering, palmitinoylering, polysialylering, spaltning af peptidbindinger og sulfatering. Desuden kovalent addering af hæm, GPI-anker, nucleotider, flavin, phosphatidylinositol og andre proteiner/oligopeptider.
En overset modifikation er dannelsen af en N-O-S-bro mellem lysin og cystein.